# Paul von Rennenkampf
Paul von Rennenkampf o Pàvel Kàrlovitx von Rennenkampf [Павел Карлович фон Ренненкампф] (Estònia, 17 d'abril de 1854 – Taganrog, 1 d'abril de 1918) fou un militar rus, general durant la Primera Guerra Mundial.
D'origen alemany, entrà a l'exèrcit rus als 19 anys i assistí a l'Acadèmia Militar Nikolaevsky de Sant Petersburg de 1879 a 1882. Ascendí ràpidament i fou nomenat per a l'estat major de l'exèrcit el 1882 i general de divisió el 1900.
Rennenkampf dirigí una unitat de cavalleria durant la revolta dels bòxers i fou el responsable de la captura de Tsitsihar i Kirin. Posteriorment participà en la guerra russojaponesa de 1904-05, però fou criticat per la seva campanya a Corea. Després de la batalla de Mukden el general Aleksandr Samsónov l'acusà de no ajudar-lo durant la lluita. Posteriorment Rennenkampf recuperà el seu prestigi lluitant contra diverses revoltes a Sibèria i, especialment, eliminant l'efímera República de Xita.
Al començament de la Primera Guerra Mundial se li donà el comandament del primer exèrcit, amb l'objectiu de penetrar a Prússia Oriental des del nord-est, combinant el moviment amb l'atac del segon exèrcit de Samsónov des del sud-oest. Malgrat uns èxits inicials, l'enemistat personal amb Samsónov i una conducció mediocre del pla d'atac, dugué al fracàs de l'ofensiva russa i al desastre de la batalla de Tannenberg. Posteriorment els fracassos a la Primera Batalla dels Llacs Masurians i a la batalla de Łódź provocaren que l'estat major rus rellevés a Rennenkampf del seu càrrec, fins i tot amb acusacions de traïció pel seu origen germànic. El 6 d'octubre de 1915 dimití i durant la revolució de febrer fou empresonat. Durant la revolució d'octubre sortí de la presó i s'amagà a la ciutat de Taganrog, a la vora del Mar d'Azov, on visqué sota el fals nom de Mandusakis. Tot i així fou descobert pels bolxevics el 16 de març de 1918, que li oferiren un comandament a l'Exèrcit Roig; Rennenkampf refusà i fou arrestat i executat l'1 d'abril d'aquell any.